# Вьюница (приток Гнилички)
Вьюница — река в России, протекает в Нижнем Новгороде и городском округе «Город Дзержинск». Устье реки находится в 6 км по левому берегу реки Гниличка. Длина реки составляет 10 км, площадь водосборного бассейна 74,8 км².
Исток реки находится в болотах к северо-западу от посёлка Горбатовка, входящего в состав городского округа «Город Дзержинск». Река течёт на юг, протекает по западным окраинам Автозаводского района Нижнего Новгорода и впадает в Гниличку у бывшего села Нагулино, ныне посёлок в составе Автозаводского района.

## Данные водного реестра
По данным государственного водного реестра России относится к Окскому бассейновому округу, водохозяйственный участок реки — Ока от города Горбатов до водомерного поста Новинки (устье), речной подбассейн реки — бассейны притоков Оки от Мокши до впадения в Волгу. Речной бассейн реки — Ока.
Код объекта в государственном водном реестре — 09010301312110000034070.